# Hans Reimann (écrivain)
Pour les articles homonymes, voir Reimann.
Hans Reimann, de son vrai nom Albert Johannes Reimann (né le 18 novembre 1889 à Leipzig — mort le 13 juin 1969 à Großhansdorf) était un écrivain humoriste, dramaturge et scénariste de film allemand.
Il est apparu sous divers pseudonymes : Max Bunge, Hans Heinrich, Artur Sünder, Hanns Heinz Vampir et Andreas Zeltner.